# Charles Dodds
Edward Charles Dodds, 1º Baronete MVO FRS FRSE FRCP   (13 de outubro de 1899 - 16 de dezembro de 1973) era um bioquímico britânico.

## Vida pessoal
Nasceu em Liverpool em 1899, filho único de Ralph Edward Dodds, um varejista de sapatos, e Jane (née Pack) Dodds. A família logo se mudou para Leeds, depois para Darlington e depois para Chesham, Bucks, onde frequentou a Harrow County School. De lá, ele entrou na Middlesex Hospital Medical School, em Londres, em 1916, passou um ano no exército em 1917, e qualificou o MRCS e o LRCP em 1921.
Morreu na Sussex Square, em Paddington, Londres, em 16 de dezembro de 1973.

## Carreira
Em 1924, ele foi nomeado para o novo Presidente de Bioquímica da Universidade de Londres, que foi iniciado no Instituto de Patologia Bland Sutton em Middlesex. Três anos depois, ele foi nomeado diretor do recém-concluído Instituto Courtauld de Bioquímica e manteve essas duas nomeações até sua aposentadoria, quarenta anos depois. Seus interesses científicos eram amplos e variados; ele continuava interessado no problema do câncer e na pesquisa de sua causa, e era uma autoridade em alimentação e dieta, além de dedicar tempo e energia aos problemas do reumatismo. Ele forneceu instalações e deu conselhos e incentivo a colegas mais jovens em trabalhos como imunopatologia, química de esteróides, citoquímica e o trabalho que levou à descoberta da aldosterona.

## Prêmios e honras
Ele foi nomeado membro (quarta classe) da Real Ordem Vitoriana nas honras de aniversário de 1929.
Em 1940, Dodds recebeu o Prêmio Cameron de Terapêutica da Universidade de Edimburgo. No ano seguinte, 1941, ele foi eleito membro da Royal Society of Edinburgh . Seus proponentes foram Francis Albert Eley Crew, Alan William Greenwood, James Kendall e Guy Frederic Marrian.
Em 1942, ele foi eleito para a Royal Society  e, posteriormente, atuou como vice-presidente. Ele serviu no Royal College of Physicians por alguns anos como Harveian Librarian e em 1962 foi eleito presidente, o primeiro a ocupar o cargo que era baseado em laboratório e não estava envolvido na prática clínica. Durante seu mandato como Presidente, ele foi investido como cavaleiro na Ordem do Hospital de São João de Jerusalém (K.St.J. )
Ele foi cavaleiro em 1954, e criou o 1º Baronet Dodds de West Chiltington, no condado de Sussex, em 10 de fevereiro de 1964.

## Publicações
É co-autor de vários livros, como The Laboratory in Surgical practice,Chemical and Physiological Propertes of Medicine and Recent Advances in British Medicine.

## Família
Em 1923, ele se casou com Constance Elizabeth Jordan (d.1969) de Darlington.

Eles tiveram um filho, Sir Ralph Jordan Dodds, que conseguiu a baronia na morte de Charles em 1973.